# Centaurea marmorea
Centaurea marmorea — вид квіткових рослин айстрових (Asteraceae). Ареал: Північна Македонія; північно-східна Греція.